# 弗朗茨·菲伯克
弗朗茨·阿图尔·菲伯克（1960年8月24日—）是奥地利電機工程师，奥地利首位宇航员。1991年乘坐苏联的联盟TM-13号宇宙飞船访问和平号空间站，一周后成功返回地球。

## 生涯
1989年成为苏奥航天计划的最终录取队员，1990年1月8日开始接受专业训练。1991年10月2日，他作为科研航天员，与指令长亚历山大·沃尔科夫和哈萨克工程师托克塔尔·奥巴基洛夫乘坐联盟TM-13前往和平号空间站执行短期科研任务，10月10日与奥巴基洛夫乘坐联盟TM-12返回地球。
在和平号空间站里，他与克里卡列夫等宇航员做了15项科学实验。
在返回地球后的两年，他参加了多次讲座，然后前往美国，为罗克韦尔国际工作。当罗克韦尔被波音公司收购后，他成为维也纳国际业务总监。
已婚，现居貝恩多夫。